# Bregenzské slavnosti
Bregenzské slavnosti, německy Bregenzer Festspiele, jsou hudebně-divadelním festivalem, který se každoročně koná na břehu Bodamského jezera v rakouském městě Bregenz. Festival trvá vždy zhruba měsíc a probíhá v letních měsících. První ročník se konal roku 1946. V prvním ročníku hrál klíčovou roli Vídeňský symfonický orchestr (Wiener Symphoniker), od té doby vystupuje v Bregenzu každý rok, přičemž dle tradice ho každý rok vede jiný dirigent. Ačkoli je dnes žánrové zaměření festivalu velmi široké, přece jen je patrné zaměření na klasickou operu, především na hlavní scéně Seebühne, tedy v amfiteátru pro 7000 diváků, který je přímo na hladině Bodamského jezera, a kde se obvykle inscenuje opera některého z klasiků (Verdi, Puccini, Mozart). Ve Festspielhausu, hlavní kryté scéně, dostávají šanci i modernější díla. Festival patří k největším kulturním akcím v Evropě, v roce 2018 ho kupříkladu navštívilo 270 000 diváků. Je známo, že většina návštěvníků, přes 60 procent, přijíždí z Německa. Na Bregenzských slavnostech se odehrává i jedna z klíčových scén bondovky Quantum of Solace (2008).

## Galerie

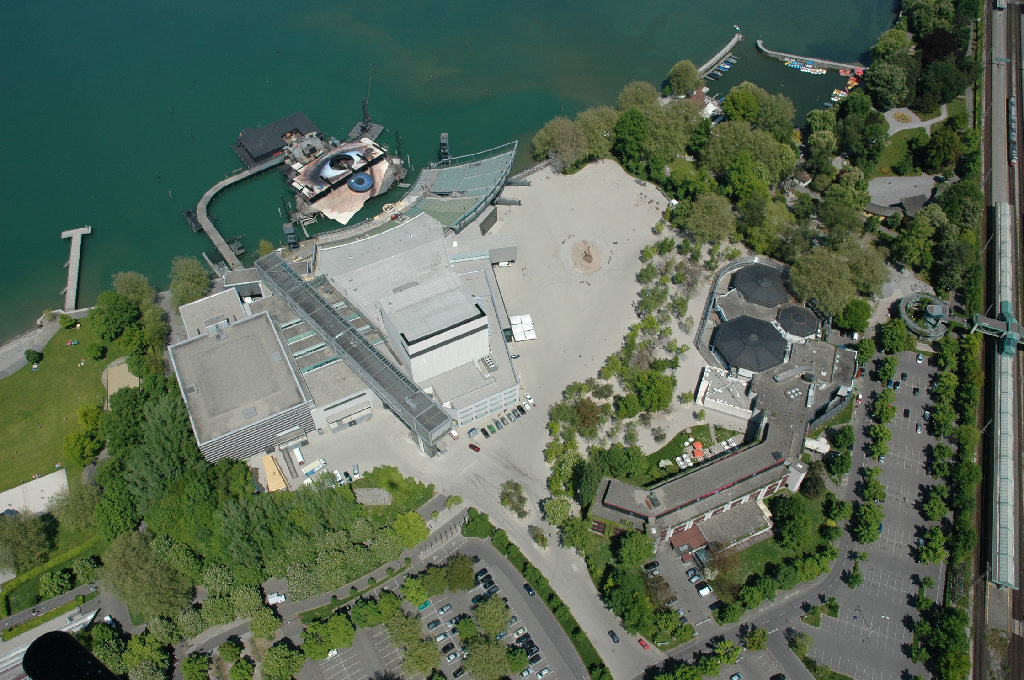
Letecký pohled na areál
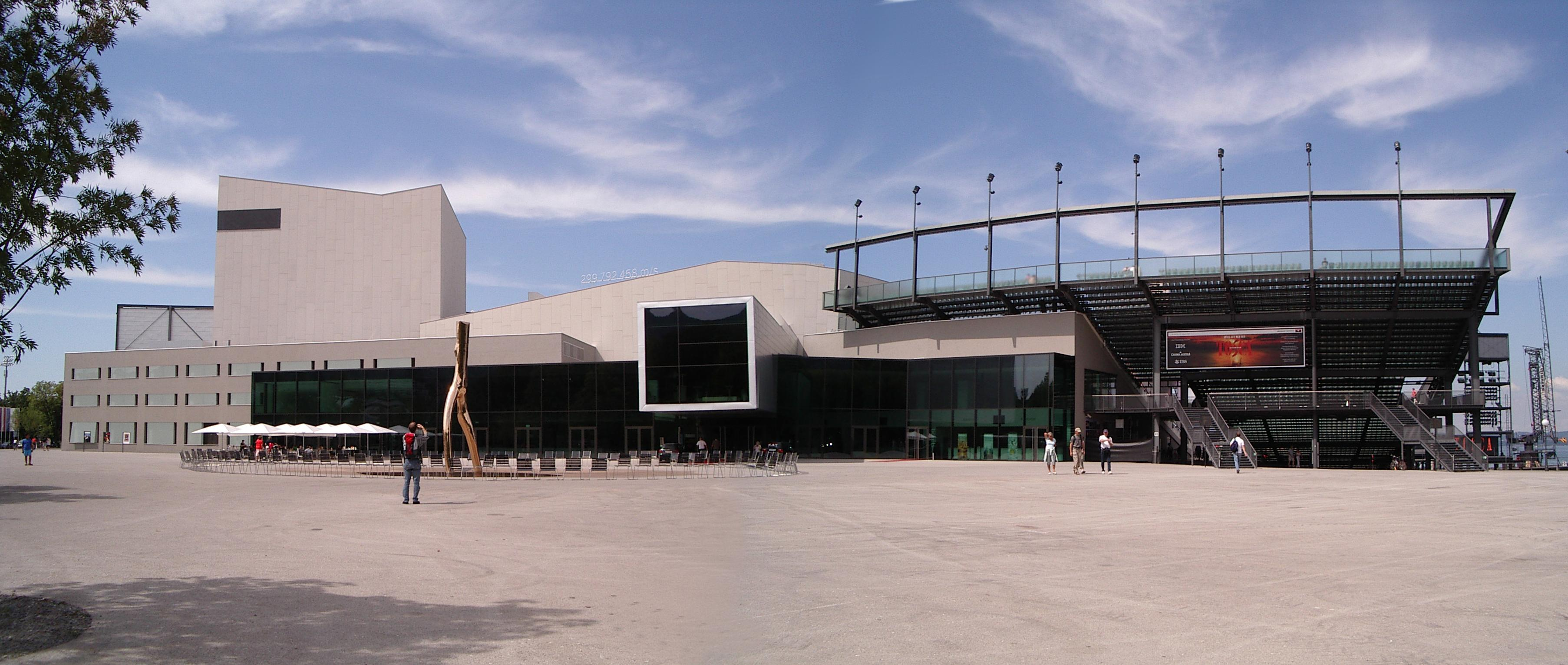
Festspielhaus
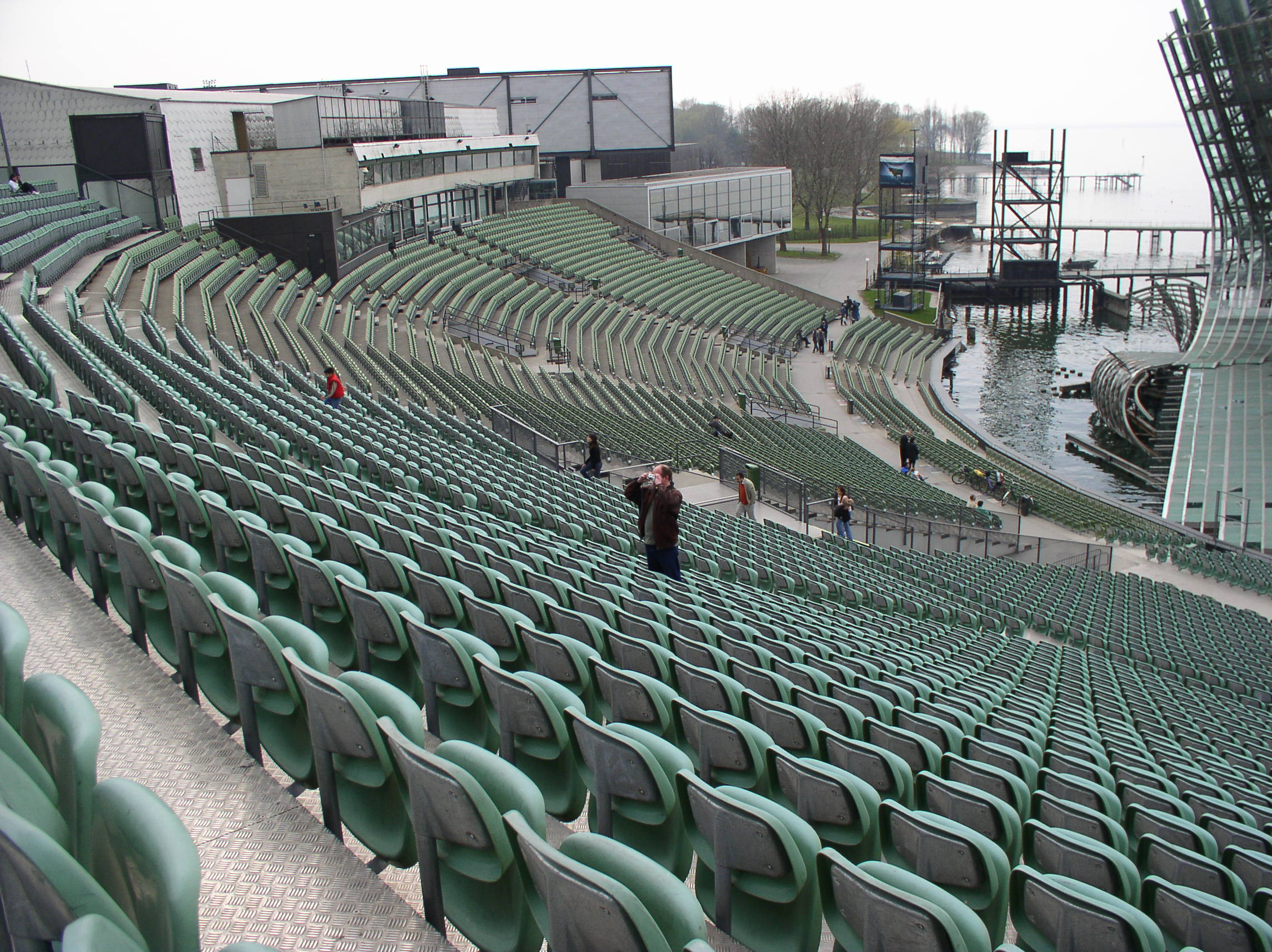
Amfiteátr Seebühne
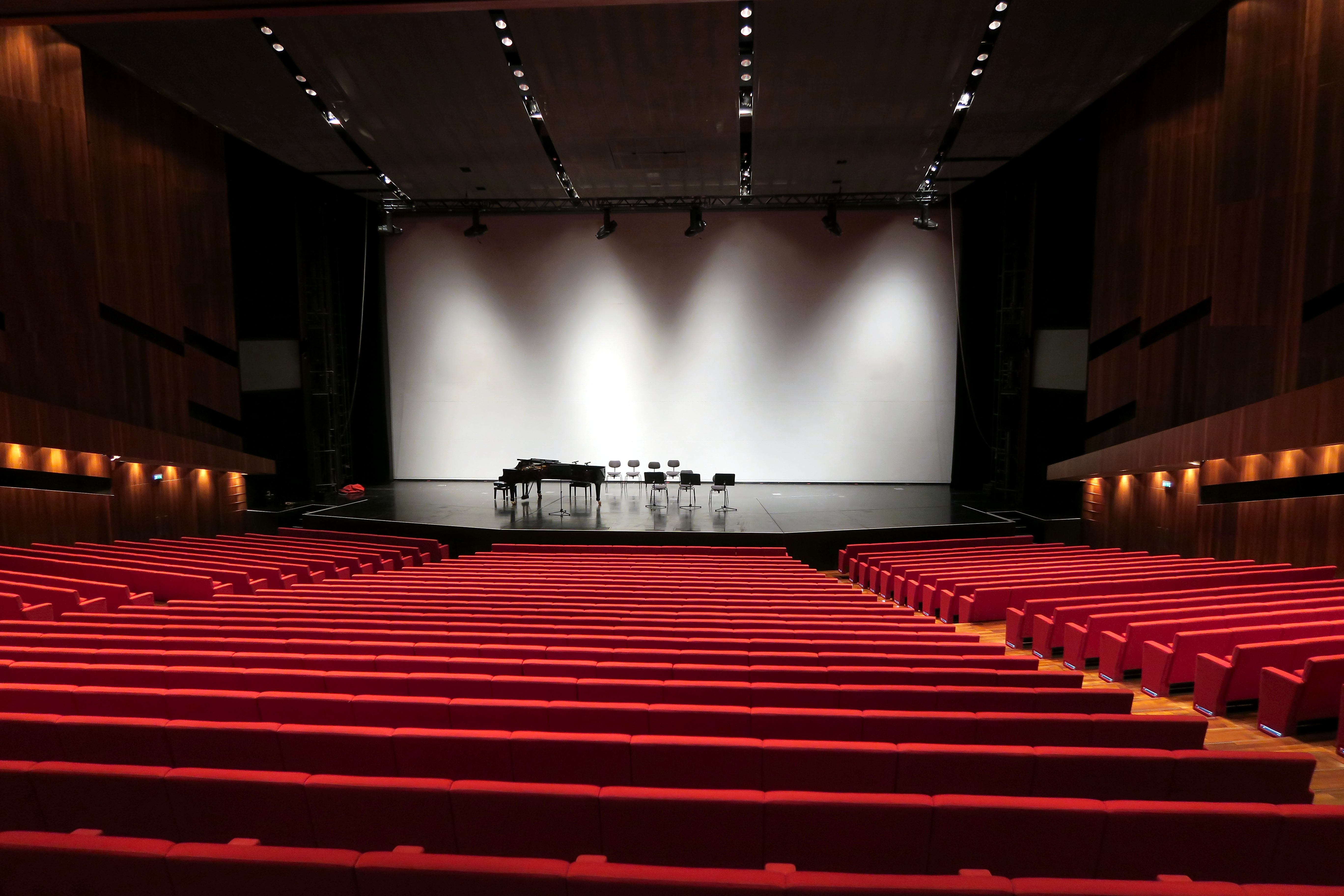
Hlavní sál Festspielhausu
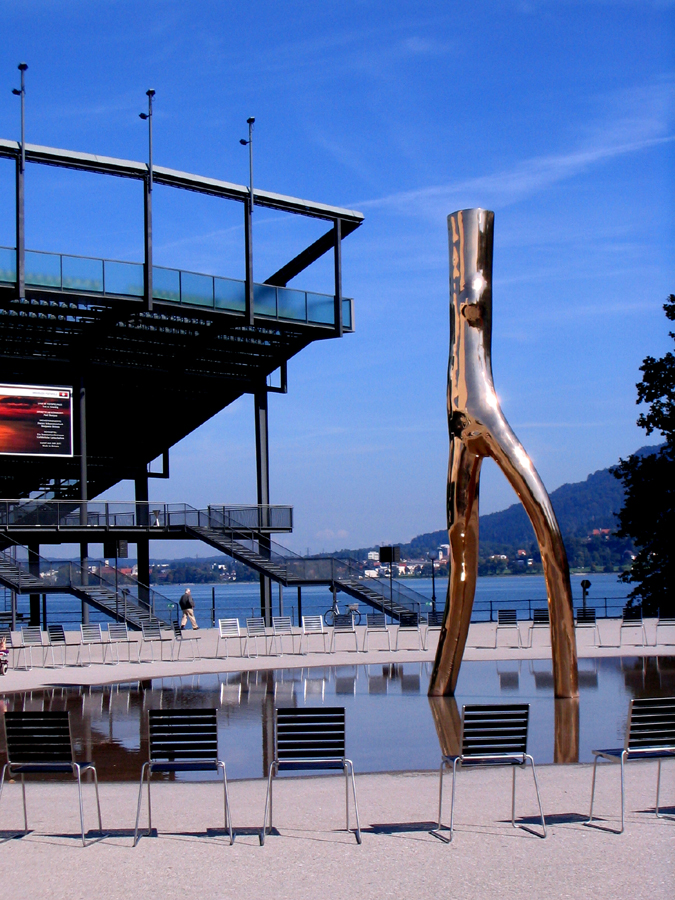
Socha Připravená panna před amfiteátrem